# Pan Am Southern
Die Pan Am Southern LLC (AAR-reporting mark: PAS) ist ein Eisenbahnunternehmen, das im Nordosten der Vereinigten Staaten, insbesondere in Massachusetts, Bahnstrecken mit einer Gesamtlänge von 383 km besitzt. Eigentümer der 2009 ursprünglich als Gemeinschaftsunternehmen der Pan-Am-Railways-Gruppe und der Norfolk Southern Railway gegründeten Gesellschaft sind seit 2022 zu gleichen Teilen CSX Transportation und Norfolk Southern. Betreiber des Schienengüterverkehrs auf dem PAS-Netz ist seit September 2023 die Berkshire & Eastern Railroad des Genesee-&-Wyoming-Konzerns.

## Geschichte

### Ausgangslage

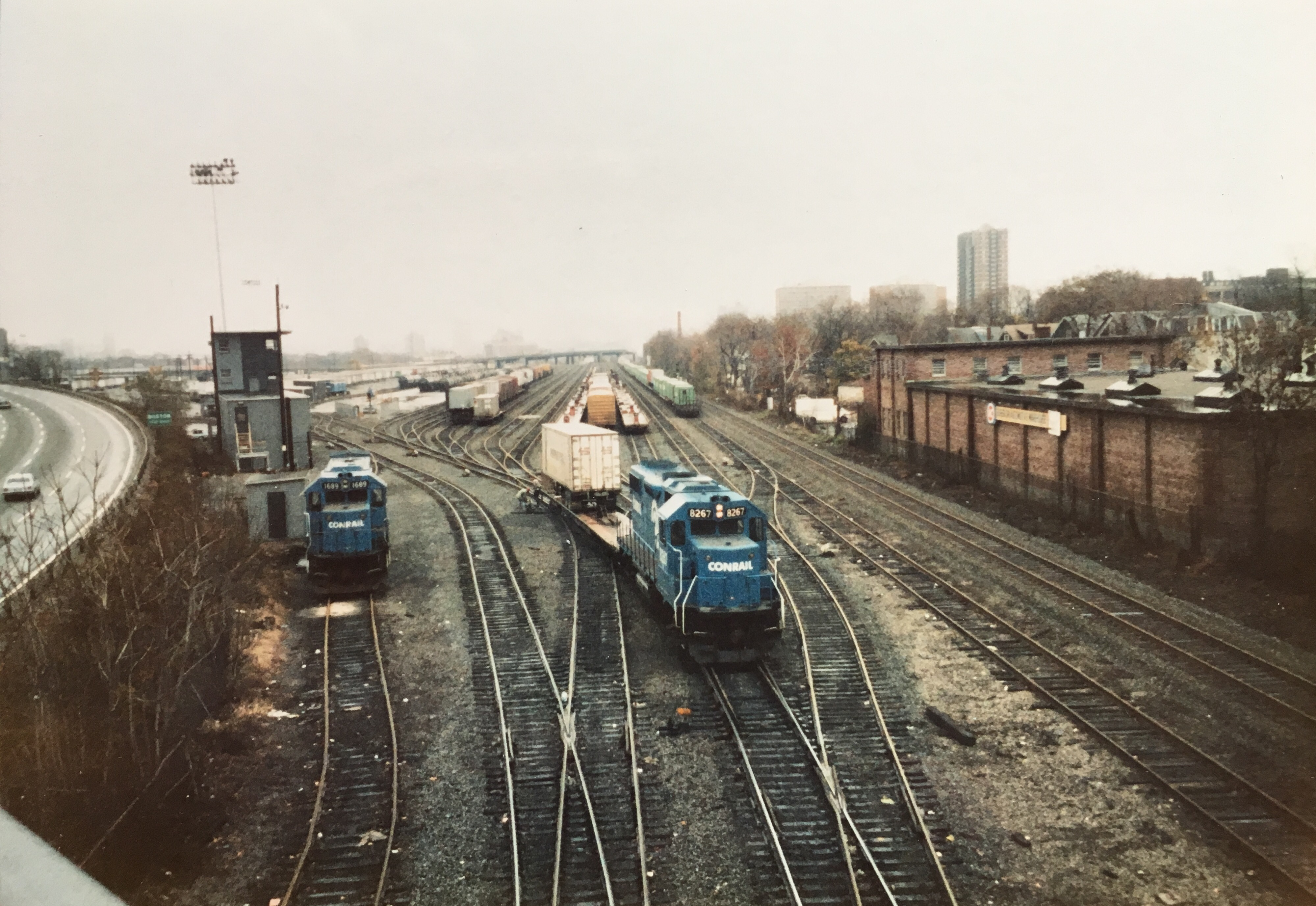
Conrail in Boston, Beacon Park Yard (1986)

Seit in den 1970er-Jahren die beiden südlicheren Routen über die Poughkeepsie Bridge bzw. den Trajektverkehr im Hafen New York entfielen, wird Schienengüterverkehr zwischen Neuengland und dem Rest der Vereinigten Staaten mit Ausnahme weniger über Kanada geleiteter Transporte ausschließlich über Albany/Schenectady geführt. Zwischen dem Großraum Boston und der Region um Albany stehen dazu zwei Verbindungen zur Verfügung: Eine Kette in der Nordhälfte von Massachusetts verlaufender, durch Vorgänger der Boston and Maine Railroad (B&M) errichteter Strecken sowie in der Südhälfte des Bundesstaats liegende, durch Vorläufer der Boston and Albany Railroad (B&A) erbaute Strecken. Letztere Route gelangte 1976 zu Conrail, während die B&M 1983 Teil des Guilford Rail Systems wurde.
Da Conrail mit Ausnahme der vergleichsweise unbedeutenden Route der Delaware and Hudson Railway (D&H) auch die in Albany west- und südwärts anschließenden Strecken besaß, konzentrierte sich der Bahnverkehr von und nach Neuengland zunehmend auf die frühere B&A-Verbindung. Der Tausch von Güterwagen zwischen Guilford Rail und Conrail erfolgte ab den 1990er-Jahren überwiegend im Raum Boston statt bei Albany. Bei der Aufteilung von Conrail auf CSX Transportation und Norfolk Southern Railway im Jahr 1999 erhielt CSX Transportation sowohl die frühere B&A-Route als auch die Albany anschließenden Conrail-Strecken.
Die Norfolk Southern Railway wollte CSX Transportation die Fracht jedoch nicht komplett überlassen und erarbeitete eine Vereinbarung mit der Canadian Pacific Railway (CP), die die D&H 1991 erworben hatte, sowie mit Guilford Rail: Norfolk Southern wollte die D&H-Strecken nutzen, um Mechanicville bei Albany zu erreichen und von dort über die B&M-Route Transporte nach Neuengland anzubieten. Der auf der B&M-Verbindung gelegene Hoosac-Tunnel wurde dazu auf Kosten der Norfolk Southern für ein größeres Lichtraumprofil ausgebaut. 2001 nahm die Norfolk Southern Railway dann durchgehende Zugverbindungen bis Ayer westlich von Boston auf.

### Gründung der Pan Am Southern

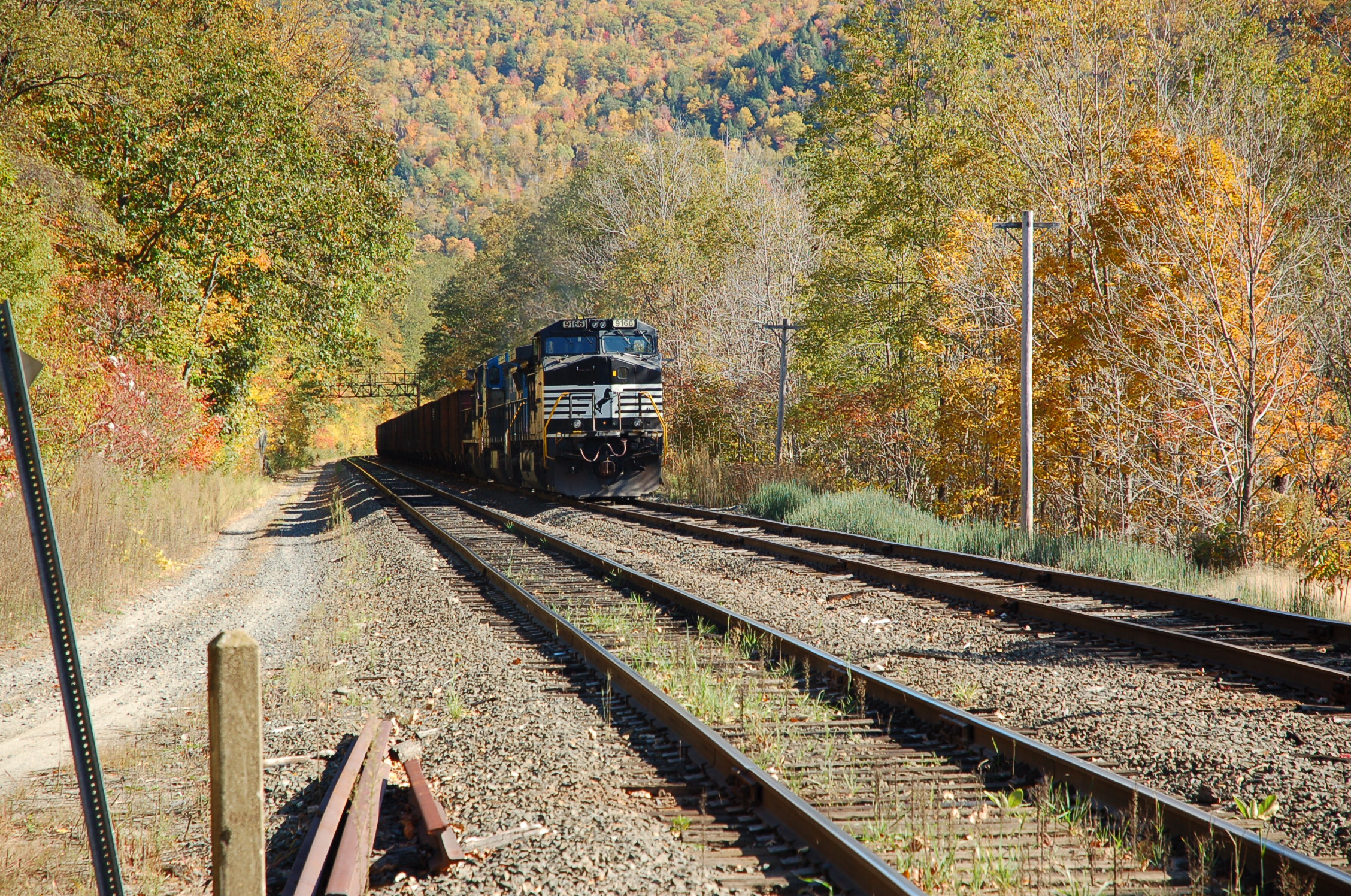
Güterzug mit Norfolk-Southern-Diesellokomotiven nahe des Hoosac-Tunnels (2008)

Die Infrastruktur der B&M-Route östlich von Mechanicville war jedoch über Jahrzehnte nicht grundlegend erneuert worden und langfristig nicht geeignet, die Transporte der Norfolk Southern aufzunehmen. Um eine einfachere Struktur zu schaffen, über die die Norfolk Southern in Modernisierung und Ausbau der Anlagen der B&M investieren konnte, beschlossen die Norfolk Southern und die 2006 in Pan Am Railways umbenannte Guilford Rail im Jahr 2008 die Gründung einer gemeinsamen Tochtergesellschaft. Am 15. Mai 2008 wurde dazu ein Transaction Agreement geschlossen, dem nach Abschluss der Verhandlungen zwischen den Partnern und des Genehmigungsverfahrens des Surface Transportation Boards (STB) am 9. April 2009 die Gründung des Unternehmens Pan Am Southern LLC folgte.
Dem neuen Unternehmen Pan Am Southern (PAS) mit rechtlichem Sitz in Wilmington und Verwaltungssitz in Nashua wurden Bahnstrecken der Boston and Maine Railroad (B&M) mit einer Gesamtlänge von 383,5 km (238,3 miles) übertragen. Ebenso übernahm die PAS von der B&M Nutzungsrechte auf mehreren, insgesamt 319,2 km (198,4 miles) langen Streckenabschnitten anderer Bahngesellschaften. Die Strecken liegen überwiegend in Massachusetts sowie teilweise in den Bundesstaaten New York, Vermont, Connecticut und New Hampshire. Im Wesentlichen handelt es sich dabei um die frühere Fitchburg division der B&M und den südwestlichen Betriebsteil der Pan Am Railways. Die Durchführung des Bahnbetriebs auf den Strecken der PAS übernahm nahtlos die ebenfalls zur Pan-Am-Railways-Gruppe zählende Springfield Terminal Railway, die dieselben Strecken bereits unter B&M-Regie betrieben hatte.
Die Norfolk Southern Railway brachte 137,5 Millionen US-Dollar Kapital in das Unternehmen ein, während die Pan-Am-Railways-Gruppe dem neuen Unternehmen die genannte Infrastruktur überschrieb und im Gegenzug 47,5 Millionen US-Dollar erhielt. Eigentümer der PAS waren Norfolk Southern Railway und Pan Am Railways zu gleichen Teilen. Zum Geschäftsführer (president) der PAS wurde David A. Fink ernannt, der diese Position auch für die gesamte Pan-Am-Railways-Gruppe besetzte.

### Ausbau des Streckennetzes
Im Gründungsvertrag wurde festgehalten, dass die PAS 87,5 Millionen Dollar des Norfolk-Southern-Kapitals direkt in die Infrastruktur investiert. Als erste Maßnahmen wurden die Erneuerung des Oberbaus zur Erhöhung der zulässigen Gesamtmasse von Güterwagen, der Bau eines Güterbahnhofs zur Zugbildung und zum Containerumschlag in Mechanicville sowie die Errichtung von Anlagen zur Entladung von Autotransportwagen in Ayer definiert. Die Arbeiten wurden 2009 aufgenommen. Ab Ende 2011 war die 2009 auf langen Abschnitten nur mit maximal 16 km/h (10 mph) befahrbare Route von Mechanicville nach Fitchburg wieder überwiegend mit 64 km/h (40 mph) befahrbar. Das Autoterminal in Ayer wurde in den folgenden Jahren mehrfach erweitert.

### Betreiberwechsel
2020 wurde die Pan-Am-Railways-Gruppe durch den Mehrheitseigentümer Timothy Mellon und die übrigen Anteilseigner zum Verkauf angeboten. Am 30. November 2020 wurde CSX Transportation als Käufer benannt, wogegen u. a. die Norfolk Southern Railway mit Verweis auf eine potentiell marktbeherrschende Stellung Widerspruch bei der Aufsichtsbehörde Surface Transportation Board (STB) einlegte. Einen Streitpunkt stellte die PAS dar, an der CSX Transportation sowohl 50 % der Firmenanteile erwerben, als auch über die Springfield Terminal Railway die komplette Betriebsführung innehaben würde. Das STB genehmigte die Transaktion schließlich am 14. April 2022 mit mehreren Auflagen, darunter die Übernahme des Betriebs der PAS durch ein neutrales Drittunternehmen in Form von Genesee & Wyoming. Regionale Bahnunternehmen wie Vermont Rail System kritisierten jedoch auch diese Festlegung, da sie die über die Providence and Worcester Railroad und New England Central Railroad bereits in der Region tätige Genesee-&-Wyoming-Gruppe unberechtigt bevorzuge. Eine weitere Auflage gesteht der Norfolk Southern Railway Streckennutzungsrechte auf der CSX-Verbindung zwischen Albany und dem Raum Boston zu, wodurch die Lichtraumprofil-Einschränkungen des Hoosac-Tunnels umgangen werden können. Die frühere B&M-Strecke der PAS verlor damit allerdings einen Teil des Norfolk-Southern-Verkehrs.
Die Betriebsführung der PAS wurde daraufhin zum 1. September 2023 von der Springfield Terminal Railway auf die Berkshire & Eastern Railroad des Genesee-&-Wyoming-Konzerns übertragen.

## Infrastruktur

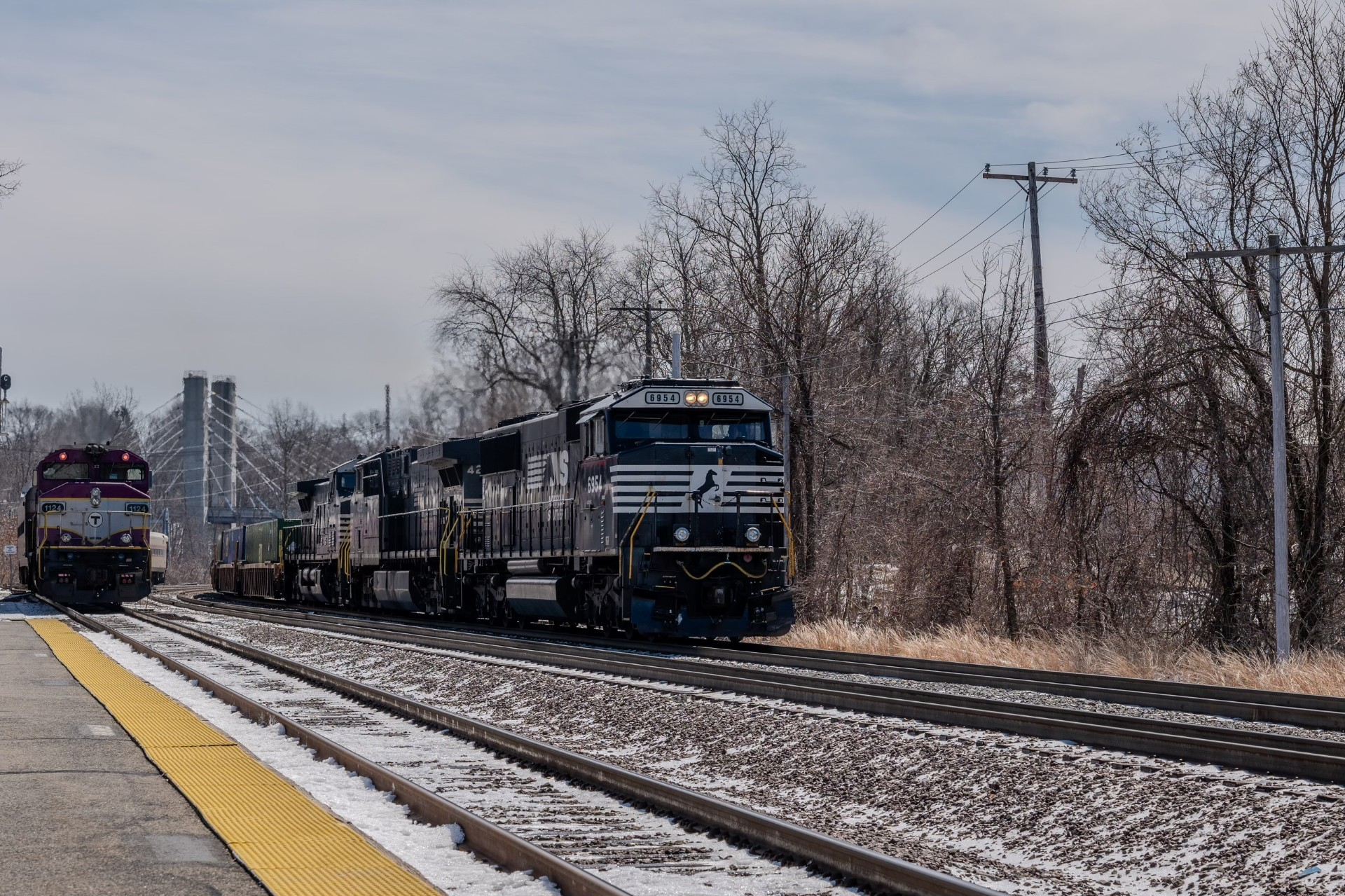
Norfolk-Southern-Railway-Güterzug in Fitchburg (2024)

Die PAS ist Eigentümer folgender, zusammen 383 km langer Strecken:
- Patriot Corridor zwischen dem Großraum Boston und Albany:
  - Bahnstrecke Fitchburg–Greenfield
  - Bahnstrecke Greenfield–Troy
  - Bahnstrecke North Pownal–Mechanicville
- Bahnstrecke Springfield–East Northfield
- Bahnstrecke Pittsfield–North Adams zwischen Adams (Renfrew) und North Adams
- Bahnstrecke North Chelmsford–Ayer zwischen North Littleton und Willows (bei Ayer)
- Bahnstrecke Worcester–Rochester zwischen Ayer und Harvard
- Bahnstrecke Berlin–New Britain
- Bahnstrecke New Britain–Waterbury

Bei Betriebsaufnahme stand der PAS zudem der 0,5 km lange Abschnitt Gardner–Heywood der Bahnstrecke Barber–Winchendon zur Verfügung, der 2012 stillgelegt wurde.
Nutzungsrechte wurden der PAS für folgende, insgesamt 319,2 km lange Streckenabschnitte eingeräumt:
- Bahnstrecke Boston–Fitchburg der MBTA westlich von Willows (bei Ayer)
- Bahnstrecke New Haven–Springfield von Amtrak
- Bahnstrecke New London–Brattleboro der NECR zwischen East Northfield und Brattleboro
- Bahnstrecke Brattleboro–Windsor der NECR
- Bahnstrecke Windsor–Burlington der NECR zwischen Windsor und White River Junction
- Bahnstrecke Mechanicville–Rotterdam Junction der CP
- Bahnstrecke Stratford–Winsted der Metro-North zwischen Waterbury und Derby
- auf Gleisen der CSX Transportation zwischen New Haven und dem Rangierbahnhof Cedar Hill Yard

Umgekehrt gestattet die PAS der Norfolk Southern Railway die Nutzung des Patriot Corridors, d. h. der Strecken zwischen Mechanicville und Fitchburg. Norfolk Southern hält zudem eigene Nutzungsrechte für den anschließenden MBTA-Streckenabschnitt von Fitchburg nach Ayer.
Der Springfield Terminal Railway ist die eigenständige Nutzung der PAS-Teilstrecken North Littleton–Willows und Ayer–Harvard gestattet. Dies war auch bereits der Fall, als die Springfield Terminal Railway noch die Betriebsführung der PAS innehatte, da diese Teilstrecken direkt an andere durch die Springfield Terminal Railway betriebene Streckenteile des Pan-Am-Railways-Netzes anschließen.

## Verkehr
Die PAS führt selbst keinen Zugbetrieb durch. Von 2009 bis Ende August 2023 wurde der Betrieb durch die Springfield Terminal Railway der Pan-Am-Railways-Gruppe geführt. Seit 1. September 2023 ist die Berkshire & Eastern Railroad des Genesee-&-Wyoming-Konzerns der Betreiber.